# Lucena (Paraíba)
Lucena is een gemeente in de Braziliaanse deelstaat Paraíba. De gemeente telt 11.383 inwoners (schatting 2009).
De gemeente grenst aan Rio Tinto, de Atlantische Oceaan, Cabedelo en Santa Rita.